# Ro-27
Ro-27 (呂号第二十七潜水艦) — підводний човен Імперського флоту Японії. До введення в Японії в першій половині 1920-х років нової системи найменування підводних човнів мав назву «Підводний човен № 58» (第五十八潜水艦).
«Підводний човен № 58», який належав до типу Kaichū IV, спорудили у 1924 році на корабельні ВМФ у Йокосуці. По завершенні корабель класифікували як належний до 2-го класу та включили до складу 14-ї дивізії підводних човнів, що базувалась на Куре.
1 листопада 1924-го «Підводний човен № 58» перейменували на Ro-27.
6 квітня 1926-го Ro-27 зіткнувся з підводним човном Ro-28, що, втім, не призвело до серйозних наслідків.
10 грудня 1937-го Ro-27 вивели в резерв четвертої категорії, а 1 квітня 1940-го виключили зі списків ВМФ. При цьому корпус корабля використовували й далі під позначенням Haisen № 7 у школі підводного плавання в Куре. У 1947-му Haisen № 7 здали на злам.